# Андало Валтелино
Андало Валтелино (итал. Andalo Valtellino) је насеље у Италији у округу Сондрио, региону Ломбардија.
Према процени из 2011. у насељу је живело 552 становника. Насеље се налази на надморској висини од 216 м.

## Становништво
Према резултатима пописа становништва 2011. у општини је живело 552 становника.
| 1931. | 1936. | 1951. | 1961. | 1971. | 1981. | 1991. | 2001. | 2011. |
| ----- | ----- | ----- | ----- | ----- | ----- | ----- | ----- | ----- |
| 433   | 420   | 409   | 430   | 404   | 402   | 481   | 548   | 552   |